# Terry Richardson
Terrence „Terry“ Richardson (* 14. srpna 1965 New York) je americký módní, portrétní a dokumentární fotograf.

## Mládí
Narodil se 14. srpna 1965 v New Yorku jako syn módního fotografa Boba Richardsona, který byl závislý na drogách a trpěl schizofrenií. Vyrostl v Hollywoodu, kde navštěvoval Hollywood High School, a v Ojai, také v Kalifornii, kde navštěvoval Nordhoff High School. Jako teenager byl nesmělý. Pět let hrál na baskytaru v punk rockové kapele The Invisible Government.

## Kariéra
Richardson fotografoval kampaně pro Marca Jacobse, Aldo, Supreme, Toma Forda, společnost Yves Saint Laurent a další. Psal také úvodníky pro magazíny jako Rolling Stone, GQ, Vogue, Vanity Fair, i-D a Vice.
Richardson dělal několik kampaní pro Diesel. Také fotografoval několik osobních portrétů zakladatele této společnosti Renza Rossa. Mezi další celebrity, které portrétoval, patří například: Sasha Greyová, pro Kalendář Pirelli v roce 2010 fotografoval Catherine McNeil, Enikő Mihalik, Anu Beatriz Barros, Mirandu Kerr, Rosie Huntington-Whiteley, Abbey Lee Kershaw, Daisy Lowe, Gracii Carvalho, Lily Cole, Marloes Horst, Georginu Stojiljković, dále spolupracoval s Curtem Kuligem.
V roce 2012 zahájil svoji první samostatnou výstavu v OHWOW Gallery v Los Angeles. Výstava se jmenovala „TERRYWOOD“ a probíhala od 24. února do 31. března 2012. V prosinci téhož roku Lady Gaga oznámila, že Richardson pracuje na dokumentárním filmu o jejím životě.

## Hudební videa
Richardson je také režisérem hudebních videí. Režíroval například hudební video k písni „Find a New Way“ od kapely Young Love; „Purple“ od kapely Whirlwind Heat, ve kterém se objevily modelky Susan Eldridge a Kemp Muhl; a k písni „Red Lips“ od Sky Ferreiry. Také se objevil ve videu k písni „Huricane“ od 30 Seconds to Mars.

## Osobní život
Richardson byl ženatý s modelkou Nikki Uberti. Později měl vztah s herečkou a modelkou Shalom Harlow.

## Fotografické knihy
- (1998) Hysteric Glamour, Hysteric Glamour (Tokio)
- (1999) Son of Bob, Little More (Tokio) ISBN 978-4-947648-87-7
- (2000) Terry Richardson – Feared by Men, Desired by Women, Shine Gallery (Londýn) ISBN 978-0-9538451-1-8
- (2002) Too Much, Sisley (Itálie)
- (2004) Terry – The Terry Richardson Purple Book, Purple Institute (Paříž)
- (2004) Terry Richardson, Stern Gruner + Jahr (Hamburk) ISBN 978-3-570-19443-0
- (2004) Terryworld, By Dian Hanson, Tashen (Hongkong; Los Angeles), ISBN 978-3-8365-0191-0
- (2006) Kibosh, Damiani Editore (Bologna), ISBN 978-88-89431-30-6
- (2006) Manimal, Hysteric Glamour (Tokio)
- (2007) Rio, Cidade Maravilhosa, Diesel/Vintage Denin (Brazílie)
- (2011) Hong Kong, Diesel (Hongkong)
- (2011) Mom & Dad, Mörel Books (Londýn)
- (2011) Lady Gaga x Terry Richardson, Grand Central Publishing (New York), ISBN 978-1-4555-1389-5

## Galerie

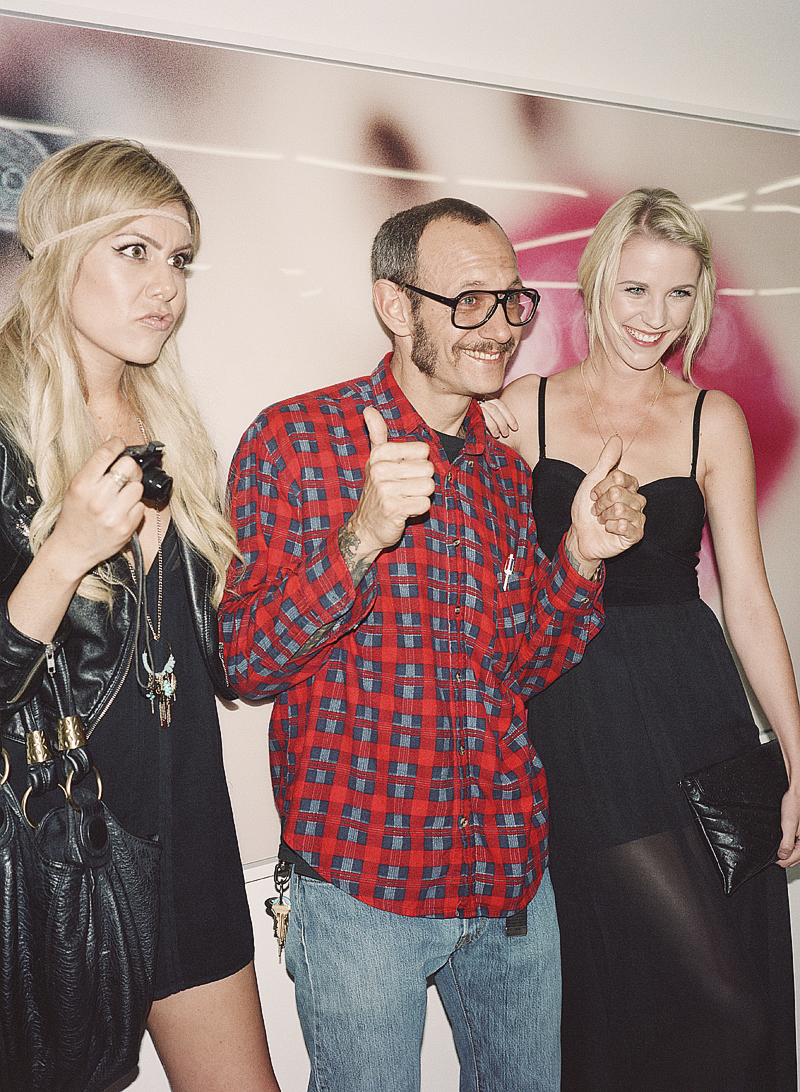
Rukopisem autora jsou autoportréty s modelkami nebo celebritami
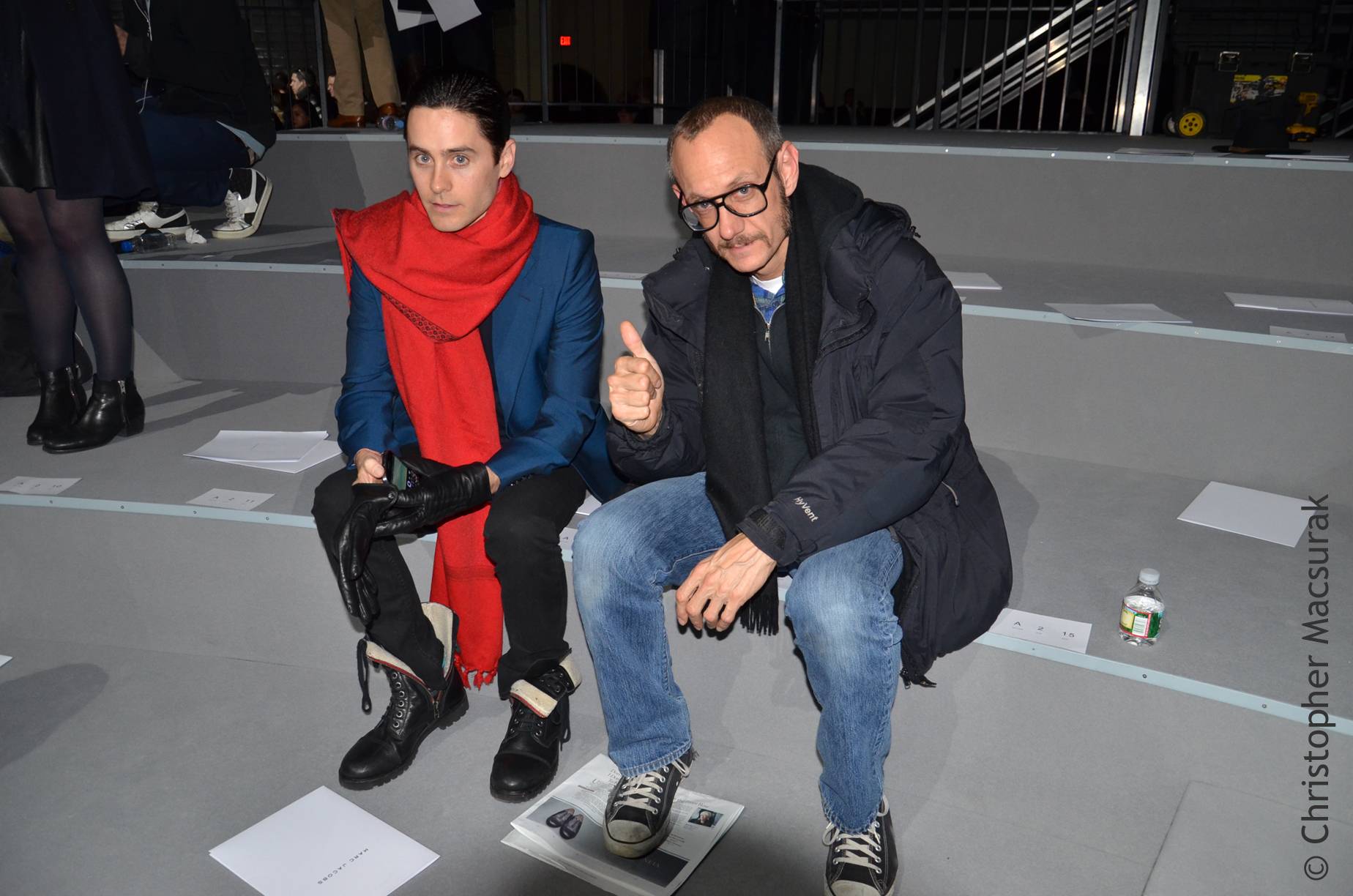
Typický je jeho zdvižený palec vzhůru
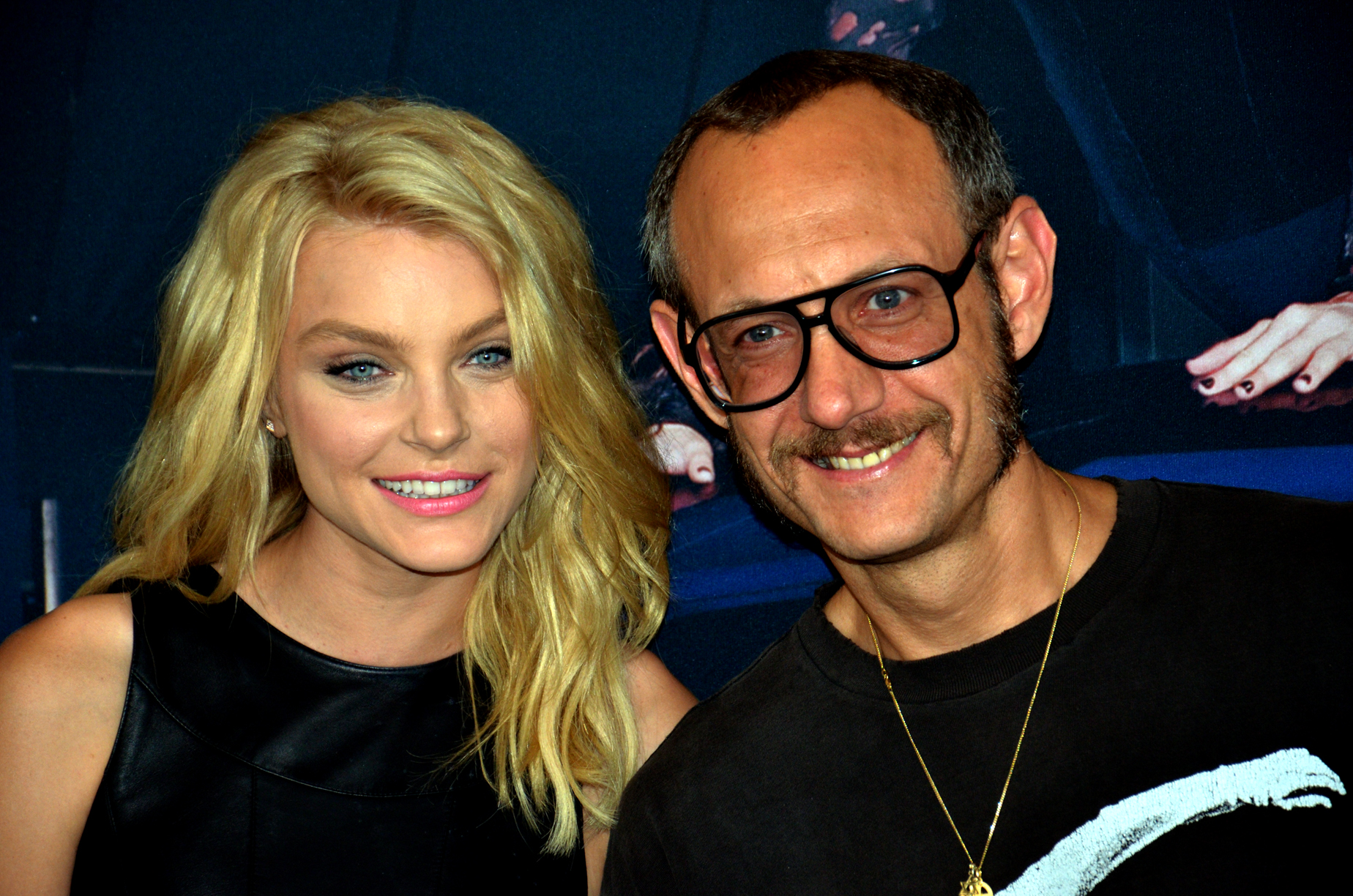
Společně s Jessicou Stam